# Paprotnia (powiat zduńskowolski)
Paprotnia – wieś w Polsce położona w województwie łódzkim, w powiecie zduńskowolskim, w gminie Zapolice. Wieś leży na południowych obrzeżach Zduńskiej Woli. 

## Historia
Pierwsza wzmianka o Paprotni pochodzi z 1386 r. W 1827 r. w 12 domach mieszkało tu 76 osób. Dobra Paprotni składały się w 1877 r. z folwarku Paprotnia i Adamów oraz wsi Paprotnia, Marzynek i Holendry Paprockie. 
W latach 1975–1998 miejscowość należała administracyjnie do województwa sieradzkiego.
W Paprotni działa Ludowy Klub Sportowy – LKS Paprotnia.

## Zabytki
- piętrowy, częściowo podpiwniczony dwór murowany, wzniesiony w stylu neoklasycystycznym, kryty niskim dachem czterospadowym. Od frontu portyk z czterema kolumnami toskańskimi o eleganckich proporcjach z balkonem na wysokości piętra. Dwór wybudowany na miejscu starszego obiektu drewnianego. Ten poprzedni parterowy budynek z użytkowanym poddaszem, będący w XIX w. siedzibą Waldhauserów spłonął na początku XX w. Zbiegło się to w czasie z nabyciem praw do tej majętności przez rodzinę Werów i Sznajdrów, a wkrótce potem rozpoczęto budowę obecnej rezydencji, zaprojektowanej przez arch. Racięckiego i ukończonej w 1936 r. W 1945 r. majątek rozparcelowano, dwór wielokrotnie zmieniał właścicieli.